# Символи Кіото

### Символи
Емблема Кіото  — золотий стилізований ієрогліф　京 (кьо, «столиця»), у вигляді шестипроменевої зорі, розташованої на тлі колеса Імператорської карети. Колесо має темнобузковий колір і прикрашене золотими візерункам. Золото символізує велич, а темнобузковий колір аристократичність — японської стародавньої столиці. Емблема була затверджена міською радою 1 січня 1960 року. Існує також скорочена версія емблеми, яка передбачає використання лише стилізованого ієрогліфа. Протягом 1891 — 1960 років саме вона використовувалася як емблема міста. Прапор Кіото  — полотнище білого кольору, сторони якого співвідносяться як 2 до 3. В центрі полотнища розміщена емблема міста.
|                |                |        |
| Емблема (1891) | Емблема (1960) | Прапор |

Інші символи міста — квітки камелія і азалія, дерева верба і кацура.